# Redaktionsstatut
Ein Redaktionsstatut ist die juristische Fixierung der Rechte von Verlag und Redaktion (Kompetenzabgrenzung) bei Presseverlagen, aber auch zwischen Intendant (Hierarchie) und (verantwortlicher) Redaktion in den öffentlich-rechtlichen Rundfunkanstalten. Der Inhalt solcher Statute umfasst insbesondere die Einrichtung von Redaktionsvertretungen und Regelungen zur Beilegung von inhaltlichen Streitigkeiten sowie Informations-, Anhörungs- und Mitwirkungsrechte. Redaktionsvertretungen werden gelegentlich auch als Redakteursvertretung oder Redakteursausschuss bezeichnet.

## Rundfunk
Für die meisten, aber nicht alle, öffentlich-rechtlichen Rundfunkanstalten gelten Landesgesetze gemäß dem föderalen Prinzip der Kulturhoheit der Bundesländer. In ihnen sind Redaktionsstatute festgeschrieben, die auch die Organisationsform der Redakteursvertretung definiert. Die Redakteursvertreter werden von den Programmmitarbeitern gewählt und dienen als nicht in die Anstaltshierarchie eingebundenes Organ der Verwirklichung des Programmauftrags durch Sicherung der inneren Rundfunkfreiheit.